# Chiara Bordi
Chiara Bordi (Tarquinia, 1º settembre 2000) è un'attrice e modella italiana.

## Biografia
Nata nel 2000 a Tarquinia, in provincia di Viterbo, Chiara Bordi ha vissuto la sua infanzia a Rimini, per poi tornare con la sua famiglia nel paese natale. All'età di dodici anni, è rimasta vittima di un grave incidente stradale che ha comportato l'amputazione della gamba sinistra sotto il ginocchio con successiva aggiunta di una protesi.
Ha iniziato a farsi notare al grande pubblico nel 2018, quando, mentre frequentava il liceo classico, ha partecipato al concorso di bellezza Miss Italia, in cui ha ottenuto il terzo posto. La sua partecipazione ha avuto una risonanza mediatica notevole, poiché è stata la prima concorrente nella storia del concorso a partecipare con una protesi. Dopo Miss Italia, ha intrapreso una carriera nel mondo dello spettacolo.
Nel 2019 è stata insignita con l'onorificenza di Alfiere della Repubblica da parte del presidente della Repubblica Sergio Mattarella al Palazzo del Quirinale.
Nel 2022 ha fatto il suo debutto come attrice nella serie di Prime Video Prisma con il ruolo di Carola. Nel 2023 si è laureata a pieni voti in Tecniche Ortopediche all’Università degli Studi di Roma "La Sapienza". Nel 2024 ha preso parte alla serie TV I fantastici 5, trasmessa su Canale 5, dove ha recitato al fianco di Raoul Bova interpretando il ruolo di Laura, una dei personaggi protagonisti della serie. Nello stesso anno è tornata a vestire i panni di Carola nella seconda stagione della serie Prisma.

## Filmografia

### Televisione
- Prisma, regia di Ludovico Bessegato – serie TV, 16 episodi (2022-2024)
- I fantastici 5, regia di Alexis Sweet e Laszlo Barbo – serie TV, 8 episodi (2024)

## Riconoscimenti
- 2019 – Alfiere della Repubblica[15][16]